# كيم فيلدز
كيم فيلدز (بالإنجليزية: Kim Fields)‏ هي ممثلة أمريكية، ولدت في 12 مايو 1969 بنيويورك في الولايات المتحدة.

## أعمال

### أفلام
- (2012) ماذا تتوقع وأنت في انتظار طفل[4]

### مسلسلات
- حقائق الحياة

## وصلات خارجية
- كيم فيلدز على موقع IMDb (الإنجليزية)
- كيم فيلدز على موقع ألو سيني (الفرنسية)
- كيم فيلدز على موقع ميوزك برينز (الإنجليزية)
- كيم فيلدز على موقع أول موفي (الإنجليزية)
- كيم فيلدز على موقع إن إن دي بي (الإنجليزية)
- كيم فيلدز على موقع قاعدة بيانات الفيلم (الإنجليزية)
- كيم فيلدز على موقع كينوبويسك (الروسية)